# Živko Topalović
Živko Topalović (* 21. März 1886 in Užice, Serbien; † 11. Februar 1972 in Wien, Österreich) war ein jugoslawischer Sozialist und Kritiker des Kommunismus. Er war Gründer der Sozialistischen Partei Jugoslawiens und Mitbegründer der Kommunistischen Partei Jugoslawiens, bevor er sich vom Kommunismus abwandte.

## Frühe Jahre
In Užice beendete Topalović das Gymnasium 1904, um dann Rechtswissenschaft an der Universität Belgrad zu studieren. Er promovierte im Strafrecht. Anschließend arbeitete er fachspezifisch in Berlin und Paris, um berufliche Qualifikationen zu sammeln. Mit dem Ausbruch des Ersten Balkankriegs 1912 kehrte er nach Serbien zurück und war Reserveoffizier. Nach den Balkankriegen wurde er zum Verfechter sozialistischer Ideen. 1915, im Ersten Weltkrieg, wurde er verwundet und gefangen genommen. Als Kriegsgefangener blieb er bis zum Kriegsende inhaftiert.

## Politisches Wirken
Nach dem Krieg war er Mitbegründer der Kommunistischen Partei Jugoslawiens und wurde deren zweiter Parteisekretär. Er trennte sich jedoch von der KPJ, als diese der Komintern beitrat, die damals die Auflösung Jugoslawiens als „das Produkt großserbischer, hegemonistischer Bourgeoisie, die wiederum ein Satellit der kapitalistischen Bourgeoisie Frankreichs“ forderte.
Topalović fungierte danach als Vorsitzender der Sozialistischen Partei Jugoslawiens. Er war ein Gegner der autoritären Regierung König Alexanders wie auch der jugoslawischen Kommunisten, und Abgeordneter der Freien Gewerkschaftsbewegung beim Völkerbund. Nach der Ermordung König Alexanders 1934 zog er sich aus der Politik zurück und war des Weiteren nur als Anwalt tätig.

## Zweiter Weltkrieg
Während des Zweiten Weltkriegs lebte er zunächst zurückgezogen in Belgrad, wurde aber dann 1943 von Dragoljub Mihailović kontaktiert. Mihailović erhoffte sich vor allem durch Topalovićs Kontakte mit Clement Attlee politische Gewinne, da Mihailović davon ausging, dass Winston Churchill die kommenden Wahlen als britischer Premierminister verlieren würde (was dann auch geschah). Ebenfalls wollte er eine „linke Antwort“ gegenüber den jugoslawischen Kommunisten unter Josip Broz Tito. Im Januar 1944 nahm Topalović am so genannten St.-Sava-Kongress teil. Als Ergebnis dieses Kongresses war die Jugoslawische Demokratische Volksgemeinschaft (Jugoslovenska Demokratska Narodna Zajednica - JUDENAZ) gegründet, deren Vorsitzender Topalović wurde. Zugleich wurde er Mitglied des Zentralen Nationalen Komitees, des politischen Organs der Bewegung um Mihailović. Im Mai 1944 wurde Topalović zu den Alliierten nach Italien gesandt, wo ihm Ivan Šubašić, Ministerpräsident der jugoslawischen königlichen Exilregierung, die inzwischen auf Druck der Alliierten auf eine Koalition mit den jugoslawischen Kommunisten unter Tito eingegangen war, einen Ministerposten in der neuen Regierung angeboten hatte. Topalović lehnte ab, wiewohl die Kommunisten ebenso gegen die Beteiligung Topalović' an einer neuen Regierung gewesen waren. Sein eigentliches Ziel, die Unterstützung der Alliierten für die Jugoslawische Armee im Vaterland von Mihailović zu stärken, konnte er nicht erreichen. Gegenüber Mihailović erklärte er die „serbische“ Lage als tragisch und warf der Partei Mihailović' grobe Schwäche vor, während dagegen die Kommunisten viel besser organisiert seien, womit auch ihr Erfolg zu erklären sei.

## Späte Jahre
Topalović blieb bis zum Kriegsende in Italien, wurde zunächst verhaftet, jedoch nicht der neuen jugoslawischen Regierung unter den Kommunisten ausgeliefert, sondern nach Frankreich geschickt. Er übersiedelte danach nach Genf, wo er in Zeitungen die Alliierten wegen ihrer unterlassenen Unterstützung Mihailović' anprangerte. Im neuen, kommunistischen Jugoslawien wurde er in Abwesenheit zu 20 Jahren Haft verurteilt.
1948 ging Topalović nach Paris, wo er das Internationale Sozialistische Büro gründete. Dort verfasste er zahlreiche Bücher zu den neuen politischen Verhältnissen in Jugoslawien sowie zu der Arbeiterbewegung in Europa. Er warnte vor der Kominform als die neue Geißel Europas. Er war Hauptredakteur der Zeitschrift „Le Bireau“ sowie Redakteur des „Le Syndicalisme Exile“ und „La Future“.
Er wirkte mit an der Gründung der Internationalen Föderalistischen Bewegung in Straßburg 1948, dem Kongress der Völker Europas, Asiens und Afrikas in Paris 1949, der Gründung der Freien Jugoslawischen Gewerkschaft 1949 und der Vereinigung serbischer Föderalisten 1956. Anfang der 1970er übersiedelte Topalović nach Wien, wo er 1972 starb. Sein letztes Buch war das dreibändige „Wie die Kommunisten die Macht in Jugoslawien bekamen“.
| Personendaten    | Personendaten                                         |
| ---------------- | ----------------------------------------------------- |
| NAME             | Topalović, Živko                                      |
| KURZBESCHREIBUNG | jugoslawischer Sozialist und Kritiker des Kommunismus |
| GEBURTSDATUM     | 21. März 1886                                         |
| GEBURTSORT       | Užice, Serbien                                        |
| STERBEDATUM      | 11. Februar 1972                                      |
| STERBEORT        | Wien, Österreich                                      |